# Wagon-torpille
Ne doit pas être confondu avec Voiture rapide Nord « Torpille ».

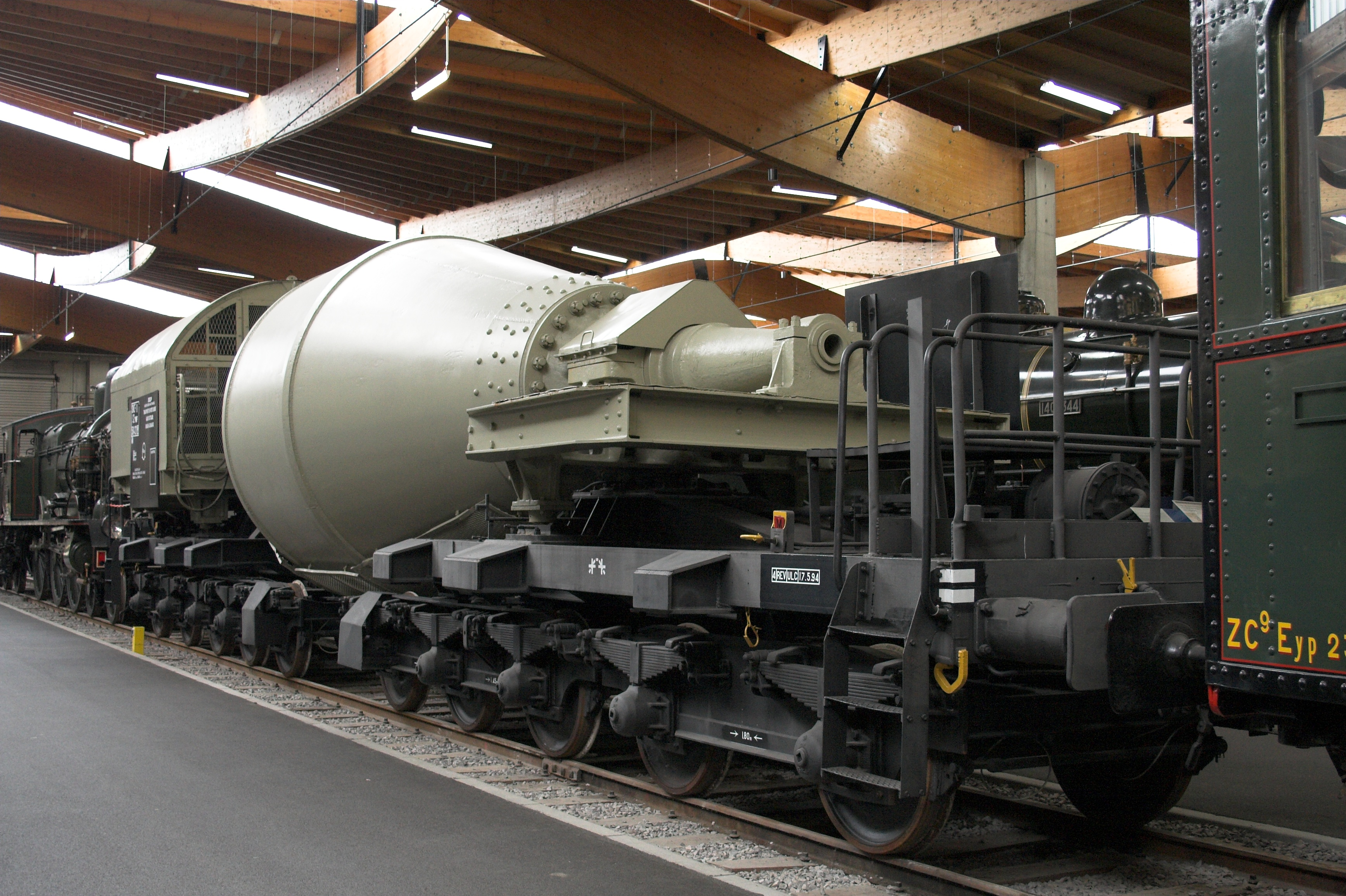
Wagon-torpille exposé à la cité du train de Mulhouse (capacité 100 tonnes, 10 essieux).

Un wagon-torpille, ou wagon-poche-tonneau, ou encore wagon-cigare est un wagon ferroviaire de grande taille conçu pour le transport de la fonte en fusion issue des hauts fourneaux.
Il s'agit d'un cas particulier de wagon-poche, spécialisé dans le transport de la fonte. Le récipient étant un volume relativement clos, il est compatible avec un transport sûr et un stockage de la fonte pouvant atteindre quelques jours. Le wagon doit son nom à sa forme allongée qui évoque une torpille.

## Caractéristiques

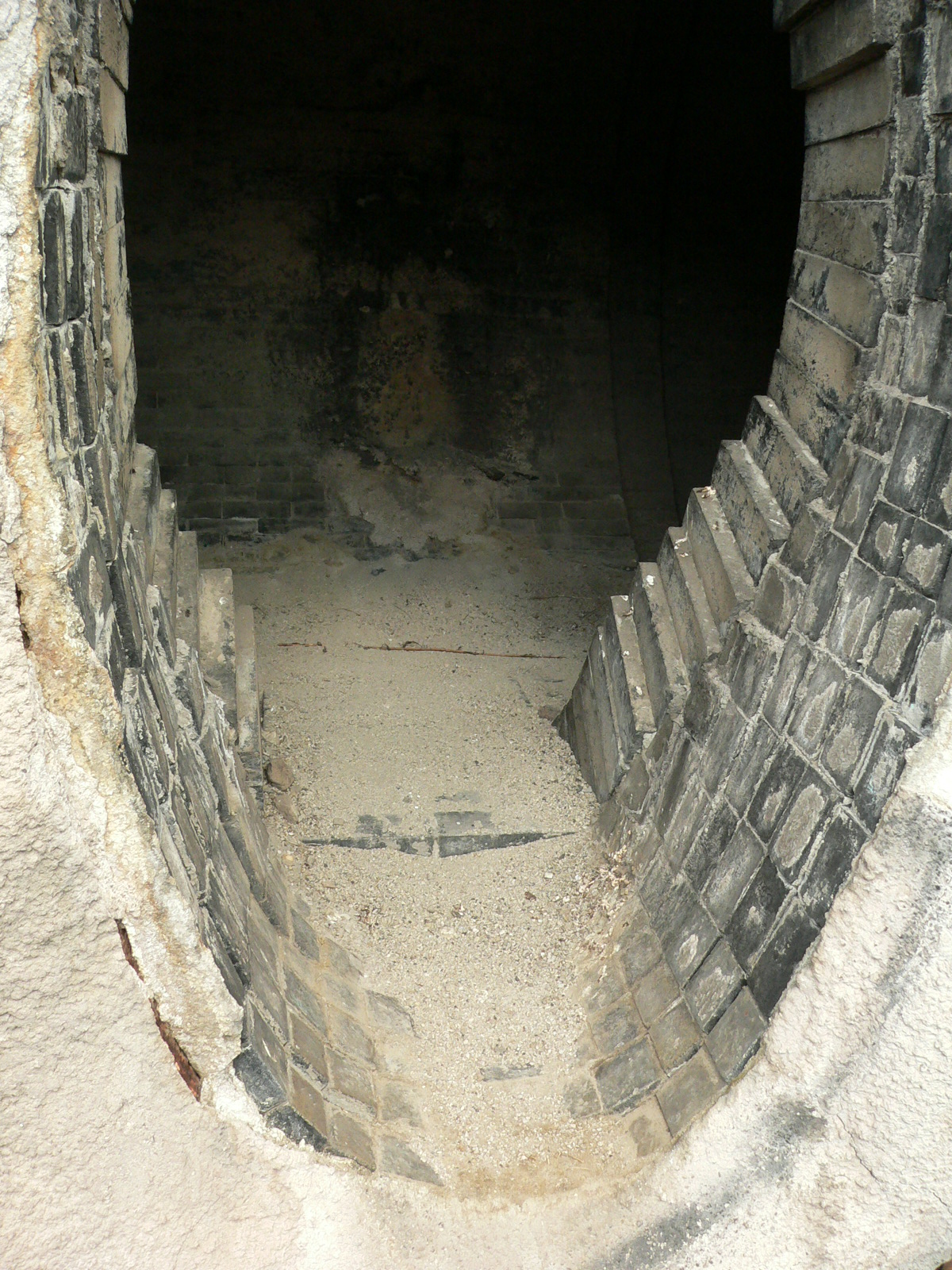
Intérieur d'un wagon-torpille désaffecté montrant les briques réfractaires.

Le wagon peut contenir de 160 à 320 tonnes de fonte liquide, à une température de 1 400 °C. La protection thermique est assurée par des briques réfractaires (chamotte). Avec une fermeture du trou de remplissage et de vidange, le métal peut y être conservé en fusion plus de 30 heures.
Outre une bonne isolation thermique leur forme permet une bonne sécurité en cas d'accident.
La poche est supportée à chaque extrémité sur un châssis monté sur de multiples essieux. Elle peut pivoter autour de son axe longitudinal afin de verser le métal en fusion. Le transport a lieu habituellement en convoi de 2 à 6 wagons. Ces wagons sont tellement lourds qu'on intercale des wagons plats afin de les espacer pour protéger les infrastructures.
Au début du XXIe siècle, environ 150 usines sidérurgiques dans le monde utilisent des wagons de ce type, ce qui limite le nombre de ce type de wagons, une usine ne disposant qu’exceptionnellement de plus d'une douzaine de wagons en service. 

## Modélisme
- Des maquettes à l'échelle réduite de wagons-torpille ont été proposés par Jouef, Lima, Märklin et Trix pour les amateurs de trains électriques miniatures.